# Distretto di Rímac
Il distretto di Rímac è un distretto del Perù che appartiene geograficamente e politicamente alla provincia e dipartimento di Lima, ubicato a nord della capitale peruviana.

## Data di fondazione
- 2 gennaio 1920
- Sindaco
  - 2019-2022: Pedro Rosario Tueros
  - 2007-2010: Víctor Leyton Díaz

## Popolazione e superficie
- 211 679 abitanti (INEI 2005) di cui il 57% sono donne e il 43% uomini
- 17833,1 km²

## Distretti confinanti
Confina a nord con il Distretto di Independencia; a sud con il Distretto di Lima, a est con il Distretto di San Juan de Lurigancho; e a ovest con lei Distretto di San Martín de Porres.